# Ascogaster rugulosa
Ascogaster rugulosa är en stekelart som beskrevs av Tang och Marsh 1994. Ascogaster rugulosa ingår i släktet Ascogaster och familjen bracksteklar. Inga underarter finns listade.